# ميلر باربر
ميلر باربر (بالإنجليزية: Miller Barber)‏ هو لاعب غولف أمريكي، ولد في 31 مارس 1931 في شريفبورت في الولايات المتحدة، وتوفي في 11 يونيو 2013 بسبب لمفوما.

## وصلات خارجية
- ميلر باربر على موقع رابطة لاعبي الغولف المحترفين (الإنجليزية)